# Octopus Kraft
Octopus Kraft — український сладж- / пост-метал колектив з Дрогобича.

## Склад
- Юрій Дубровський — гітара, вокал
- Андрій Чернов — гітара
- Сергій Володарський — ударні
- Дмитро Туманов — бас

## Дискографія
- Нутро[1] (2014)
- Крізь тисячі лісів (2016)

### Спліти, EP
- Alpha and Omega (спліт) (2012)
- First Blood (сингл, 2012)
- Краплини (EP, 2014)[2]